# Agrostis breviculmis
Agrostis breviculmis là một loài thực vật có hoa trong họ Hòa thảo. Loài này được Hitchc. mô tả khoa học đầu tiên năm 1905.